# Battaglia con le palle di neve
Battaglia con le palle di neve (Battaile aux boules de neige) è un film dei fratelli Auguste e Louis Lumière del 1896.
La scena è ambientata in una strada innevata di Lione dove una dozzina di ragazzi inscena una battaglia di palle di neve. A un certo punto passa una bicicletta, il cui portatore viene pure colpito e cade davanti alla cinepresa. Si tratta di un chiaro caso di scena realistica ma riprodotta artificiosamente, per il piacere del pubblico, soprattutto nella parte dove il ciclista arriva e cade (favorendo uno scoppio di risa nella sala di proiezione).
Come in altri film dei Lumière anche in questo i personaggi entrano ed escono dall'inquadratura e la scena è caratterizzata da un'estrema profondità di campo, che permette di vedere a fuoco sia gli oggetti lontani che vicini.
Il 6 ottobre 2020 è stato restaurato e distribuito online in versione a colori.